# Christian Job

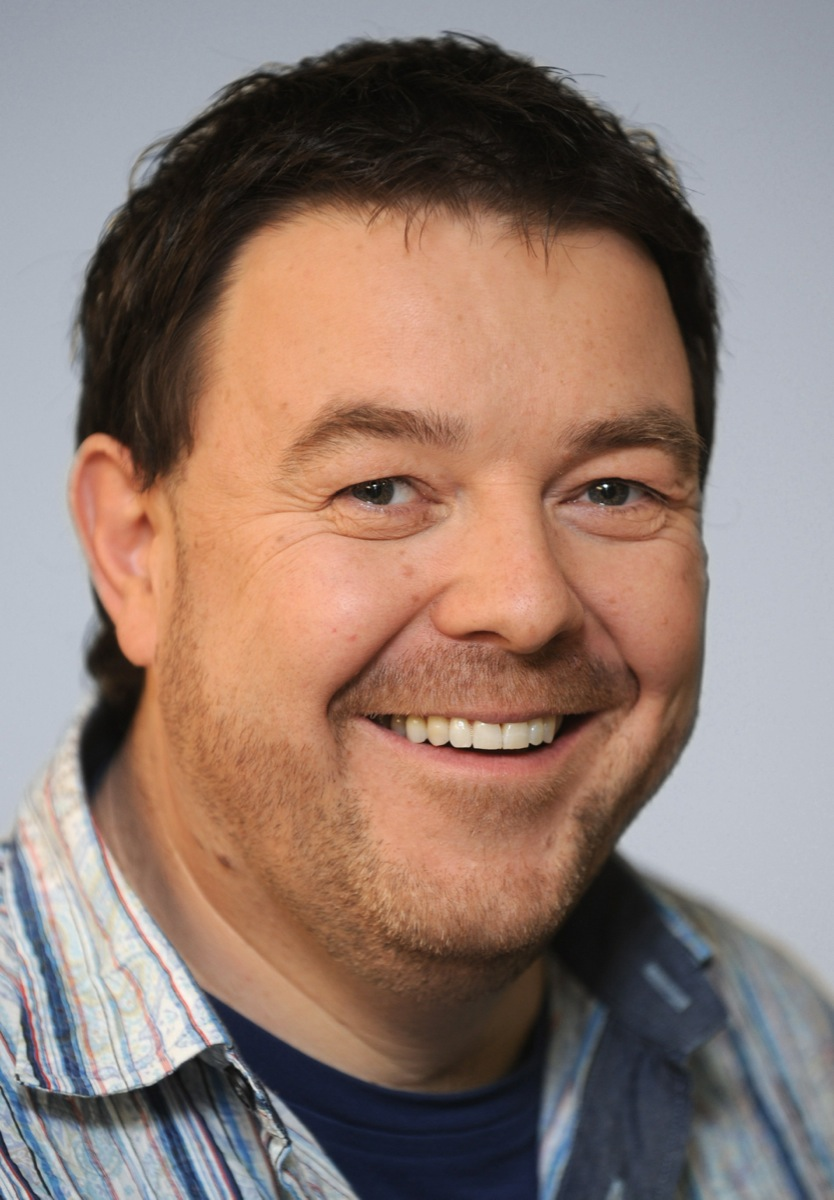
Christian Job, vor 2013

Christian Job (* 15. Januar 1967 in Zweibrücken) ist ein deutscher Autor, Radio- und TV-Moderator.

## Leben
Während seiner Schülerzeit am Hofenfelsgymnasium in Zweibrücken spielte Job in der Theatergruppe, sang im Chor und war Schlagzeuger in einer Tanzband. Schülerradio per Kassetten sowie die Moderation beim Krankenhausfunk waren frühe Versuche im Medium Hörfunk. Nach dem Abitur 1986 machte Job als Zeitsoldat beim bundeswehreigenen Sender Radio Andernach dann die ersten professionellen Erfahrungen.
Schon zum Start des Germanistik- und Politikwissenschaftsstudiums an der Universität des Saarlandes 1988 begann Job für den Saarländischen Rundfunk zu arbeiten. Sportredaktionelle Mitarbeit in Hörfunk und Fernsehen, später Musik- und Kulturjournalismus bei SR 1 Europawelle Saar bildeten regelmäßige Einsätze auch als Reporter und Moderator. Nach abgeschlossenem Studium und Volontariat beim SR gehörte Job von 1996 bis 2007 zum festen Moderatorenteam der Europawelle und war in allen Formaten von der Morningshow bis zum Abend zu hören.
Seit 2007 ist Job bei SR 3 Saarlandwelle am Mikrofon. Meist in den Sendungen  Kiosk und Oldieabend, gelegentlich auch im Feierabend oder den Bunten Funkminuten. Als Autor war Job an der Entwicklung mehrerer Radio-Comedyformate beteiligt, mit Die Jäger aus Kurpfalz hatte er über mehrere Jahre eine eigene Reihe.
Seit 2013 moderiert Job vertretungsweise den „Flohmarkt“ im SR Fernsehen, wo er unter anderem als Außenreporter der Sendung WimS (Wir im Saarland) tätig war.
Job ist als Trickfilmfan Experte für Disneythemen und begeistert sich für Musicals.
Mit der Sendung „Vorhang auf“ präsentiert er wöchentlich eine der wenigen Radiosendungen im deutschsprachigen Raum, die sich auf Film- und Musicalhits spezialisiert hat. Im Jahr 2010 wurde die Sendung für den Deutschen Radiopreis in der Kategorie 'Beste Musiksendung’ vorgeschlagen.
Zur Neuauflage der Sender-Maskottchen Saarlodris im SR Fernsehen übernahm Job Ende 2020 die Sprechrolle des Vaters und sang die Figur des ‚Babba‘ auch im Musikintro der ab dann computeranimierten TV-Spots. Seit 2023 spricht Job ebenso den "Buub" bei den Walking Acts der Saarlodris auf Veranstaltungen.
Gelegentlich ist Job als Synchronsprecher in Dokumentationen bei ARTE zu hören.
Job ist verheiratet und lebt mit Frau und Sohn im Saarpfalz-Kreis.

## CDs
- „Vorhang auf - Unsere schönsten Musicals“

## Buchveröffentlichungen
- „Lyoner für Cliff Richard“ - erschienen 2018 im Echo-Verlag Zweibrücken, Cover von Bernd Kissel, ISBN 978-3-924255-34-3
- „Ohne Dresscode“ - erschienen 2012 im Geistkirch Verlag, Cover von Bernd Kissel, ISBN 978-3-938889-25-1